# بيركو ليبيستو
بيركو ليبيستو (بالفنلندية: Pirkko Lepistö)‏ (1922-2005) هي رسامة فنلندية اشتهرت باستخدام أسلوب الفن الفطري.